# Bets

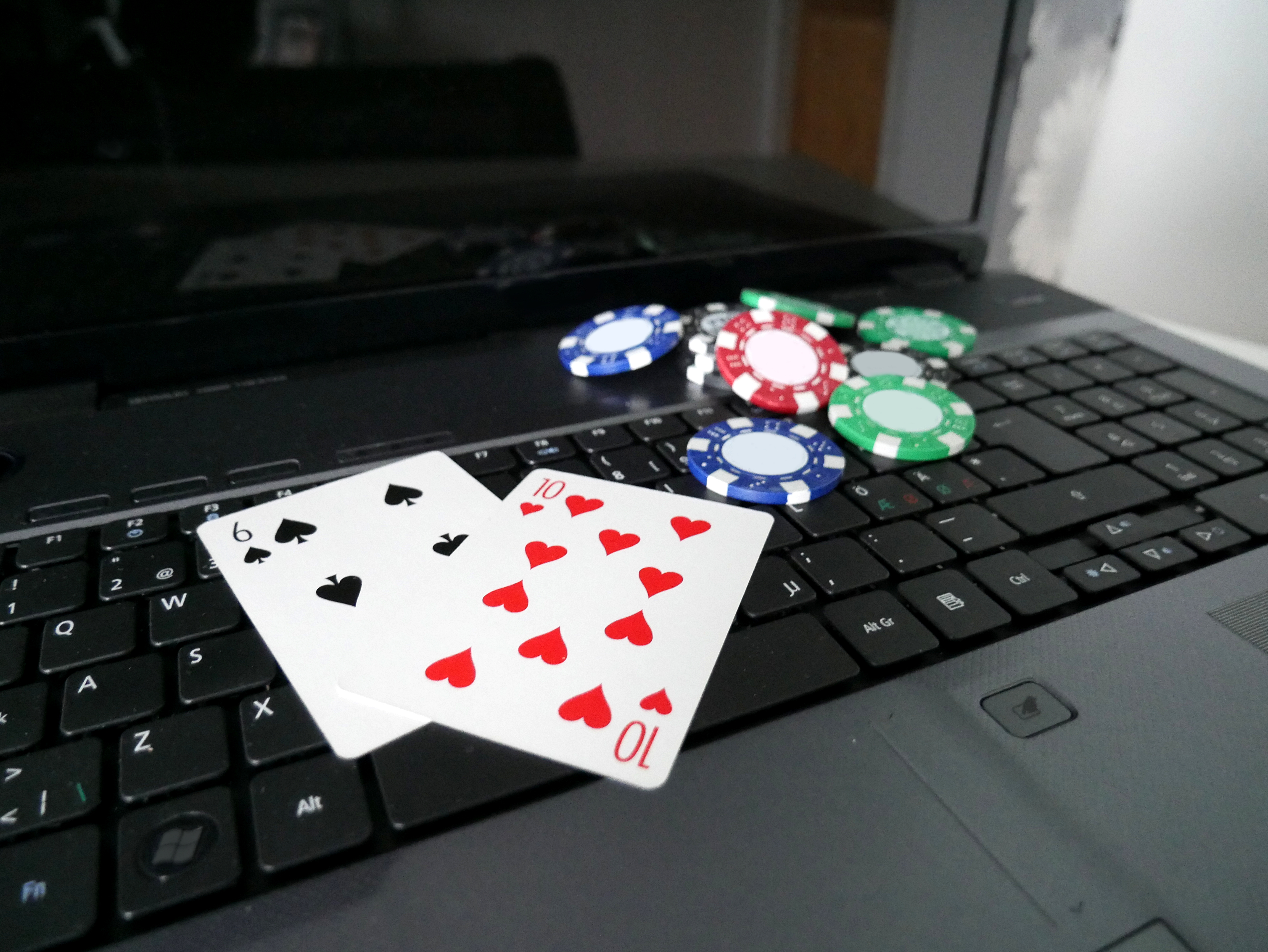
Imagem ilustrativa de jogos de azar eletrônicos

Sites de apostas, frequentemente chamados de bets (do inglês apostas), são plataformas online que permitem aos usuários realizar apostas em eventos esportivos, jogos de cassino e outros tipos de competições. O primeiro site de apostas aberto ao público em geral foi o de venda de bilhetes para a Loteria Internacional de Liechtenstein em outubro de 1994. Hoje, segundo diversas estimativas, o mercado global movimenta cerca de US$ 40 bilhões por ano. Tradicionalmente, um cassino online oferecia apenas duas opções: versões baseadas na web e versões exclusivas para download. No entanto, com os avanços tecnológicos, a maioria das plataformas passou a oferecer ambas, inclusive versões otimizadas para aplicativos móveis. Com o crescimento da internet e das tecnologias móveis, essas plataformas se tornaram uma das formas mais populares de entretenimento digital e movimentam bilhões de dólares anualmente em todo o mundo. Por causa da popularidade do aplicativo Fortune Tiger, muitos aplicativos de cassino online passaram a ser apelidados genericamente de "jogo do tigrinho", mesmo quando não são vinculados diretamente ao título original.

## No Brasil
As apostas de quota fixa passaram a ser legalizadas no Brasil a partir da Lei nº 13 756 de 2018, que permitiu esse tipo de operação desde que os sites estivessem sediados fora do país, de forma semelhante aos cassinos em cruzeiros, que embarcam passageiros no Brasil, mas só começam a operar ao chegarem em águas internacionais, fora da jurisdição brasileira, sob leis estrangeiras. Em 2023, a Lei nº 14 790 regulamentou de forma mais abrangente as apostas de quota fixa em território nacional, provocando um boom no mercado.
A partir dessas regulamentações, o número de casas de apostas (ou bets) operando no Brasil ultrapassou a marca de 200 plataformas, enquanto o número de apostadores brasileiros superou os 22 milhões, mais de um em cada dez habitantes do país.
Porém, a popularidade trouxe problemas. Ocorrem diversas suspeitas de lavagem de dinheiro, associação ao jogo do bicho e o tráfico de drogas, fraudes, manipulação de resultados e vício. Influenciadores como Eduardo Campelo (foragido em Dubai) e Deolane Bezerra (presa em 2024) foram envolvidos em escândalos. A Operação Tyche prendeu outros influencers ostentando riqueza obtida com apostas ilegais.
Casos extremos incluem mortes e suicídios ligados a dívidas com o jogo. Lives de propaganda do Tigrinho apareceram em vários canais do YouTube, até mesmo em canais infantis. Em resposta, o governo federal publicou a Portaria nº 1 207/2024, que regulamenta diversas modalidades de apostas online — como caça-níqueis (slots), jogos de colisão (crash games), roletas, blackjack e dados  e proibiu celebridades de promoverem apostas como forma de “ficar rico”.
Mesmo com RTP (retorno ao jogador) anunciado em 96%, na prática muitos jogadores relatam perdas muito maiores, gerando endividamento e destruição familiar.